# 909
Cette page concerne l'année 909  du calendrier julien. Pour l'année 909 av. J.-C., voir 909 av. J.-C. Pour le nombre 909, voir 909 (nombre).
L'année 909 est une année commune qui commence un dimanche.

## Événements
- 19 mars : l’armée de Ziyadat Allah III est écrasée près de Laribus[1]et les chiites entrent à Kairouan le 25 mars[2]. À l’instigation du Yéménite Abu abd-Allah, les tribus Berbères Chiites Kutama font cesser en Ifriqiya la domination aghlabide fidèle à Bagdad.
- 26 juin : ouverture du concile de Trosly[3].
- 11 août : Arnulf de Bavière bat les Hongrois sur les bords du Rott[4].
- 26 août : le Fatimide Ubayd Allah al-Mahdi, se disant descendant de `Ali et du Prophète par sa fille Fatima, détenu dans le royaume kharidjite de Sijilmassa, est libéré par Abu abd-Allah[5]. Il entre triomphant dans Raqqada près de Kairouan et se proclame Imam et calife (décembre).
- 11 septembre (ou 910) : fondation de l'abbaye de Cluny par Guillaume le Pieux, duc d’Aquitaine et son épouse Engelberge. Ils cèdent une zone de lande à un groupe constitué de 12 moines bénédictins originaires de l'Abbaye Saint-Pierre de Baume-les-Messieurs (Jura). Bernon est nommé abbé. L’abbaye dépend de Saint-Pierre de Rome, ce qui la soustrait à toute ingérence laïque. Bernon obtient la libre élection de l’abbé par les moines et la suppression de la juridiction de l’ordinaire, c’est-à-dire de l’évêque de Mâcon. Cluny vit de ses privilèges d’exemption confirmés par le pape Jean XIX (1025). Elle deviendra dans les siècles suivants le plus grand sanctuaire d'Occident[6].
- 21 décembre : Géran est élu évêque d'Auxerre (fin en 914). Pendant son épiscopat, il doit lutter contre les Normands qui ravagent le Donziais et l’Auxerrois[7].

- Chine : création du royaume Nan Han à Canton (fin en 971) et du royaume Min dans le Fujian[8].
- Raid russe sur la Caspienne. Seize barques contenant 1 150 soldats et matelots apparaissent sur le golfe d’Astrabad au Tabaristan, pillent Abaskun puis la côte de l’Adharbaydjan[9].
- Guillaume le Pieux, fils de Bernard Plantevelue, maître de l’Auvergne et du Limousin, se proclame duc des Aquitains[10]. Il frappe sa propre monnaie. Ses biens s’étendent de l’Austrasie au Toulousain en passant par l’Autunois, le Mâconnais et l’Auvergne.